# 林虎 (中将)

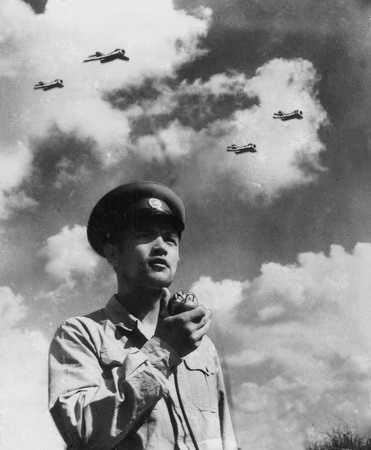
1956年10月1日林虎在广东汕头外砂机场指挥作战

林虎（1927年12月26日—2018年3月3日），原名林根生，男，汉族，具有一半俄罗斯血统，籍贯山东招远，原中国人民解放军空军副司令员，中国人民解放军空军中将。第七、八届全国人大代表，全国人大外事委员会委员。

## 生平
林虎祖上姓曹，其生母为俄罗斯人。他的父亲年轻时闯关东来到哈尔滨，结识了一位俄罗斯姑娘，两人生下三个孩子，除他之外，还有一个姐姐和一个弟弟。一年冬季，他的父亲在运煤的火车上睡着后被冻死。不久，母亲和弟弟因霍乱病死，姐姐被别人领走，仅有几岁大的他被林之祯收为养子，改姓林，回到山东后私塾老师为他取名“林根生”。
抗日战争全面爆发后，1938年10月，林根生志愿参加山东人民抗日救国军第三军第4路21旅，被分配到某单位当勤务，部队领导给他起了“林虎”这个名字。1939年初，他分配到山东省中国少年先锋队，先后参加了胶东、鲁中地区历次反“扫荡”、讨吴化文、解放临沂等战役战斗。后来又被分配到山东沂蒙山区抗日根据地。1945年，林虎加入中国共产党。同年12月，由山东抗日军政大学一分校选送到东北民主联军航空队学航空技术。1949年，自东北人民解放军航空学校毕业，奉命调往南苑航空队。
1949年10月1日，在中华人民共和国开国大典上，林虎驾驶P-51战机飞过天安门上空。1951年，参加抗美援朝战争，任中国人民志愿军空军副团长，在朝鲜战场上击落和击伤美军的F-86“佩刀”战斗机各一架。1954年初，到驻广州沙堤机场的空军歼击航空兵第十八师任副师长。1958年，指挥部队空战，一次击落中华民国空军飞机两架、击伤一架。
林虎后历任广州军区空军军训部部长、空军副军长、空军兴宁指挥所主任、广州军区空军副司令员、空军第九航空学校副校长、昆明军区空军指挥所副主任、空军学院副院长。1985年，任中国人民解放军空军副司令员。1988年，获授中国人民解放军空军中将军衔。
1994年10月退役。
1997年8月23日，在莫斯科航展上，林虎体验飞行了苏-30战斗机并进行眼镜蛇机动。
2018年3月3日，林虎与原空军中将、生前挚友耀先同日病逝，享年91岁。

## 奖章
- 三级独立自由奖章[9][13]
- 三级解放勋章[9]
- 独立功勋荣誉章[9]

## 家庭

### 夫人
- 沙贵卿

### 子女
- 林勇，长子
- 林莉，长女[14]
- 林英，次女

## 著作
- 《保卫祖国领空的战斗——新中国二十年国土防空作战回顾》[6]